# Циклопия
Циклопия в медицината се нарича получена деформация в ембрион, в резултат на което се наблюдават различни видове мутации, свързани с развитието на лицето. В почти всички случаи това е отсъствие на носен хрущял или наличието на изключително деформиран такъв (подобен на хобот) и едно-единствено око. Циклопията е изключително рядко заболяване, което се развива паралелно с развитието на плода. Всички индивиди с циклопия се раждат мъртви или умират малко след раждането.

## Представяне
Типично за болестта е носът или да липсва или да бъде заменен с не-функциониращ нос във формата на мускулен хобот. Такъв хобот обикновено се появява над централното око или на гърба и е характерен за формата на циклопия наречена риноцефалия (Rhinocephaly). Повечето такива ембриони са или естествено абортирани или мъртвородени при раждане. Въпреки че циклопията е рядка, някои бебета страдащи от циклопия са запазени в медицинските музеи. Някои екстремни случаи на циклопия са документирани и при самоопрашени фермерски животни (коне, овце, прасета и понякога кокошки). В такива случаи, носът и устата не могат да се оформят или носът враства през тавана на устата, като по този начин се пречи на въздушния поток, което води до задушаване малко след раждането.

## Причини
Генетични проблеми или токсини могат са създадат проблеми при ембрионичния поясен процес на разделяне. Един високо тетрагенен алкалоид токсин, който може да бъде причина за циклопията е циклопамин или 2-деоксийервин, намерен в растението Veratrum californicum (позната също като калифорнийска царевична лилия или фалшив кукуряк). Грешката да се погълне това растение по време на бременността е честа, защото кукурякът, с който често е бъркана тази лилия, се препоръчва като естествено лекарство против повръщане, спазми и лоша циркулация, които са доста срещани при бременни жени. Циклопията може да се появи в утробата, когато някои определени протеини не са подходящо изразени и карат мозъка да остане едно цяло вместо да се раздели на две полукълба, което също означава, че средния мозък и обонятелния лоб ще се превърнат в едно око.
SHH (Соник таралеж генен регулатор, кръстен на ефект, който мутация в гена има за формиране на ембриона или плодови мушици, изучавани от учените; бодливият му вид под микроскоп е подобен на героят от видеоиграта със същото име) участва в разделянето на полето на едното око в две двустранни полета. Въпреки че не е доказано се смята, че Соник гена излъчван от прехордалната плоча потиска Pax6, което причинява полето на окото да се раздели на две. Ако Соник гена е мутирал, резултатът е циклопия – едно око в центъра на лицето.

## Известни случаи
- Британско описание от 1665 г. пише за кобила, очевидно страдаща от циклопия, следното:

„Първо, нямаше и следа от носа на обичайното място, нито пък имаше друг на друго място на главата, освен двойната торбичка, която беше израснала на челото, беше нещо като зачатък на нос. След това, че двете очи бяха обединени в едно двойно око, което беше поставено в средата на челото“.
- На 28 декември 2005 г. коте с циклопия се ражда в Редмънд, щата Орегон, САЩ и умира един ден след раждането му.
- През 2006 г. бебе момиченце в Индия се ражда с циклопия. Нейното единствено око е в центъра на челото ѝ. Тя няма нос и нейният мозък е слят в едно полукълбо. Детето умира един ден след раждането.
- През 2011 г. плодът на акула цикло бива открит в Мексико, без нос и едно огромно око. Плодът умира кратко след раждането и се предава за медицински изследвания.
- На 10 октомври 2012 г. малко коте се ражда. Очите му са в центъра на главата и няма никакъв нос. Малкото коте умира скоро след раждането му. Кръстено е Клайд Циклопа.
- На 28 юли 2013 г. бебе с циклопия се ражда в Масбате, Филипините и умира няколко часа по-късно

|  | Тази страница частично или изцяло представлява превод на страницата Cyclopia в Уикипедия на английски. Оригиналният текст, както и този превод, са защитени от Лиценза „Криейтив Комънс – Признание – Споделяне на споделеното“, а за съдържание, създадено преди юни 2009 година – от Лиценза за свободна документация на ГНУ. Прегледайте историята на редакциите на оригиналната страница, както и на преводната страница, за да видите списъка на съавторите. ВАЖНО: Този шаблон се отнася единствено до авторските права върху съдържанието на статията. Добавянето му не отменя изискването да се посочват конкретни източници на твърденията, които да бъдат благонадеждни. |